# 일본의 중세문학사
일본의 중세문학사에서는 약 가마쿠라 시대부터 아즈치모모야마 시대까지의 일본 문학의 역사를 다룬다.

## 중세 전기(가마쿠라 시대)의 문학
일본 문학사의 중세는 대체로 정치사의 가마쿠라·무로마치 시대에 해당된다. 즉 미나모토노 요리토모가 정이대장군에 임명되어 가마쿠라 막부를 설치한 1192년부터 도쿠가와 이에야스가 정이대장군에 임명되어 에도 막부를 설치한 1603년까지의 410년 정도의 시기이다. 그러나 문화사적인 견지로는 헤이케(平家)가 멸망한 1185년경부터 가마쿠라 시대의 끝인 1333년경까지의 150년 정도를 중세 전기라 하겠다.
가마쿠라 막부 개설의 도화선이라 할 수 있는 호겐(保元)·헤이지(平治)의 두 난(亂)을 계기로 무가(武家)의 세력이 강해지고 겐페이 전쟁을 거쳐 요리토모의 가마쿠라 막부가 되어 봉건(封建)체제가 급속히 진행되기 시작했다. 가마쿠라 막부가 성립되자 황실파(皇室派)와 막부파의 대립이 생겨 도막(倒幕) 운동에 따른 동란이 계속되고, 1274년·1281년의 두 번에 걸친 중국 원(元)의 침공도 일어났다.
이와 같은 시대의 동향은 문화나 정치적 중심을 이루던 구게(公家) 중심의 전통을 뿌리째 뒤흔들어 놓았으며 동시에 모든 계층에게 현실의 가혹함을 느끼게 하는, 정신적 불만을 가져오게 한 동향이기도 하였다. 여기서 옛것과 새로운 것과의 심각한 상극(相剋)이 생겨서 정신의 구원처로서의 종교＝불교, 특히 시대에 알맞은 새 불교의 성행을 보게 되었다.
고대로부터의 문학적 전통으로서 고우카 중심의 귀족사회에 가장 깊게 뿌리박은 것은 와카였었는데 그것은 후지와라노 도시나리(藤原俊成), 사이교(西行), 후지와라노 사다이에(藤原定家) 등에 의해서 <고킨와카슈(古今和歌集)>로부터의 전통을 극도로 심화시킨다는 방향으로 진전하여 먼저 고대의 <만요슈(萬葉集)> <고킨와카슈>의 2집과 함께 와카 삼고봉(三高峰)의 하나인 <신고킨와카슈>를 낳았다.
고대에 <겐지 모노가타리>로 정점을 이룬 모노가타리의 영역에서는 그 아류로서의 <마쓰라노미야모노가타리(松浦宮物語)> 등의 작품밖에 나오지 못했다. 역사 모노가타리(歷史物語)의 영역에서는 <오카가미>에 이은 <미즈카가미(水鏡)> 외에 역사철학적 사론서(史論書)라 불리는 <구칸쇼(愚管抄)> 같은 작품이 나왔고 설화문학의 영역에서는 <곤자쿠모노가타리슈(今昔物語集)>에 이은 <고혼세쓰와슈(古本說話集)> <우지슈이모노가타리(宇治拾遺物語)> <고콘초몬슈(古今著聞集)> 등에 이어, 청소년의 처세훈(處世訓)으로서의 <짓킨쇼(十訓抄)> 같은 것이 나왔는데, 모노가타리 방면에서 이 시대를 가장 강하게 반영시킨 작품은 군키모노가타리(軍紀物語)이다. 겐페이 전쟁을 소재로 한 <헤이케모노가타리(平家物語)>를 비롯하여 <호우겐모노가타리(保元物語)>와 <헤이지모노가타리(平治物語)> 등의 작품은 이 시대의 고동(鼓動)을 생생하게 전하고 있다.
또한 고대 일기·기행문학을 이어받아 <겐쥬고젠닛키(建壽御前日記)> <이사요이닛키(十六夜日記)> <가이도키(海道記)> <도칸키코(東關紀行)> 등이 나왔다.
중세 사람들이 내면적 복잡성을 가장 잘 표현한 것에 고대의 <마쿠라노소시>를 이은 수필로 <호조키(方丈記)> <쓰레즈레구사(徒然草)>의 두 걸작이 나왔다. 이것은 수필적 평론인데 중세는 특히 훌륭한 문학적 평론이 나왔다는 점에서도 특색이 있다. 와카 방면의 후지와라노 도시나리(藤原俊成)의 가론서(歌論書)인 <코라이후테이쇼(古來風體抄)>를 비롯 수많은 가론이 나왔다.
중세 전기는 이 밖에 선종(禪宗)의 승려(僧侶)들에 의한 고잔문학(五山文學)이 성행되었고, 엔쿄쿠(宴曲)·와산(和讚) 따위의 가요(歌謠)가 성행한 것 등을 지적할 수 있다.
이와 같이 중세 전기의 문학은 고대에서 중세에의 사회적 대전환기의 동향을 반영하고 있다고 하겠다.

### 와카
헤이안 시대에 <고킨와카슈> 이래의 와카의 전통은 우타아와세(歌合)의 유행과 함께 다이에이(題詠)가 중심이 된 결과 지적(知的) 취미에 따른 풍정(風情) 존중의 기풍이 생겨 유형화(類型化)의 경향이 뚜렷해졌다. 고대에서 중세로의 사회적 대변동기를 맞아 전통적인 구풍을 고수하면서 서정(敍情)을 심화시키려는 후지와라노 아키스케(藤原顯輔, 1090-1155)나 후지와라노 기요스케(藤原淸輔, 1104-1177) 등의 가인(歌人)들의 가학(歌學)·작풍(作風)에 걸친 열성적인 활동도 있었으나 그 중에도 전통을 중시하면서 적극적으로 신풍(新風)을 찾아 유현체(幽玄體)를 창조한 미코히다리케(御子左家)의 후지와라노 도시나리(藤原俊成, 1114-1204), 이를 이어받아 유심체(有心體)를 창조한 후지와라노 사다이에(藤原定家) 부자를 중심으로 한 가인들의 활동, 자유롭게 살면서 독자적으로 청신하고 유현한 경지를 개척한 사이교(西行)의 출현 등으로, 고대 와카 전통의 극치임과 동시에 중세적인 성격을 뚜렷이 담았다는 <신고킨와카슈(新古今和歌集)>의 상징적 가경(歌境)을 낳았고, 가론 방면에도 주목할 만한 것이 많다.

### 가요
동부지방의 무사를 중심으로 쿠게(公家)·승려 등 지식인 사이에 성행한 신흥 가요로 엔쿄쿠(宴曲＝早歌)가 있으며 14세기 초의 약 20년간에 백수십 곡이 만들어졌다. 작자와 작곡자명의 태반은 <센요모쿠로쿠(撰要目錄)>에 기록되어 30여 명에 이르고 있으며, 묘쿠우(明空)가 그 대표자이다. 가사의 내용은 고사(故事)나 고가(古歌) 등에 의한 것으로서 고전적인 색채가 짙다. 남북조에서 무로마치(室町) 시대에 걸쳐 유행하였고, 전문적인 전승의 명수도 배출되었다. 또한 일반 민중에 호소한 불교가요로서 신란(新鸞, 1173-1262) 작의 <산죠와산(三岾和讚)>이나, 이펜(一遍, 1239-1289) 등의 와산(和讚)이 있으며 문학적 가치도 훌륭하다.

### 모노가타리
고대의 모노가타리를 '본격적 모노가타리'라고 부르는 반면 중세의 것은 '의고(擬古) 모노가타리'라고 부른다. 창작력의 저하, 의고문(擬古文)의 성립 등에 관련이 있는데, 후지와라노 사다이에의 <마쓰라노미야모노가타리(松浦宮物語)>, 작자 미상인 <스미요시모노가타리(住吉物語)> 등이 있고, 모노가타리 평론서로서 <무묘조시(無名草子)>가 있다.

#### 군기모노가타리
군기모노가타리로는 <호겐모노가타리(保元物語)> <헤이지모노가타리(平治物語)>. <헤이케모노가타리(平家物語)> <타이헤이키(太平記)>를 대표 작품으로 꼽는 것이 보통이다. 그 선구적 작품으로서 <쇼몬키(將門記)> <무쓰와키(陸奧話記)>와 전쟁 설화인 <곤자쿠모노가타리슈(今昔物語集)>(25권)를 들 수 있다. 모두가 헤이안 시대의 무사의 투쟁 세계를 그린 것으로 본격적인 것이라고는 할 수 없다.
중세는 왕법 불법 멸진(王法佛法滅盡)의 말세라고 불리며, 전란이 계속되었는데 그 부산물로서 군기모노가타리가 연이어서 생겨났다. 이 작품들은 겐페이(源平) 무장의 권력쟁탈, 흥망성쇠의 사실(史實)을 역사 기록적이며 이야기식으로 기술하고 있다. 위의 작품과는 달리 방계적이라고 할 수 있는 것에 <기케이키(義經記)> <소가모노가타리(曾我物語)>가 있는데, 이것은 특정의 영웅적 무사를 주인공으로 한 전기적·설화적인 것이다.

### 설화문학
설화란 실제 있었던 일이 구전된 것으로 구승성(口承性)·전승성(傳承性)을 갖는 것에 특징이 있다. 개인의 창작이 아니라 많은 사람들 가운데서 생기고 길러진 것이다. 따라서 설화는 서민적이고, 평속(平俗)한 성격을 가진 것이 많다. 일본문학에서는 구체적으로는 설화의 수집을 목적으로 만들어진 문학작품 즉 '설화집'이라고 불리는 것을 보통 설화문학 작품이라고 칭하고 있다. 설화집은 대별하여 세속(世俗)설화를 수집한 '일반 설화집'과 불교설화를 모은 '불교 설화집'이 있다.
가마쿠라(鎌倉) 시대의 일반 설화집으로는 <고혼세쓰와슈(古本說話集)>와 <우지슈이모노가타리(宇治拾遺物語)>가 있다. 1252년에는 <짓킨쇼(十訓抄)>가 성립되었고, 1254년에 <고콘조몬슈(古今著聞集)>가 편찬되었고, 이 밖에 와카설화를 중심으로 한 <이마모노가타리(今物語)>와 중국의 고사(故事)를 번역한 <모규와카(蒙求和歌)> <카라모노가타리(唐物語)>가 있다. 불교설화집으로는 <훗신슈(發心集)> <샤세키슈(沙石集)> 등이 속출하였다.

### 수필문학
중세 전기의 수필문학에는 <호조키(方丈記)>와 <쓰레즈레구사(徒然草)>의 두 개의 걸작이 나왔다. 가모 초메이(鴨長明, 1155 ?-1216) 작인 <호조키>가 무상한 세상과 작자의 생활 철학에 초점을 둔 데 비해서, 겐코 법사(兼好法師, 1283 ?-1362 ?)의 <쓰레즈레구사>는 작자의 자연·인간·사회·학문·취미 등을 다방면으로 다루어서 각기 문학적 묘미를 보이고 있다.

### 일기·기행
중세에는 상당히 많은 일기·기행이 저술되었다. 이를 작자별로 나눈다면 셋으로 나눌 수 있다.
궁정 여인의 일기
헤이안 시대의 여류 일기의 계통을 이은 것으로서 퇴폐적인 궁정생활 <벤노나이시노닛키(辯內侍日記)> <도하즈가타리>나 시대를 풍미한 무상관(無常觀) <나카쓰가사닛키(中務內侍日記)> 등 중세적인 특질도 볼 수 있다.
은자(隱者)의 기행
<가이도키(海道記)> <도칸기코(東關紀行)> 외에 <신조호시슈(信生法師集)>의 전반(통칭 <信生法師日記>)이 있다. 가마쿠라 막부 개설에 따른 도카이도(東海道) 왕복의 산물인데 문체와 사상 면에서 중세적인 색채가 강하다.
기타
여기에는 (1)과 (2)의 중간이라 할 수 있는 <이사요이닛키(十六夜日記)>와 아스카이 마사아리(飛鳥井雅有)의 일기·기행이 있는데 대체로 가인(歌人)의 손으로 씌어져서 구게(公家)적 와카적 세계의 작품이라고 하겠다. 또한 후지와라노 사다이에의 <메이게쓰키(明月記)>, 구조 가네자네(九條兼實, 1449-1207)의 <교쿠요(玉葉)> 이하의 귀족의 한문일기를 문학으로 보는 데는 문제가 있으나 시대 사조상으로 보아 충분히 주목된다.

### 법어
원래는 정법(正法＝바른 불법)을 설교한 말을 가리켰는데 널리 승려들이 교의나 신앙에 관해서 설명한 것을 지칭하게 되었다. 중세 전기에는 이른바 가마쿠라 신불교(新佛敎)의 조사(祖師)들, 정토종(淨土宗)의 개조 호넨(法然, 1153-1212), 정토진종(淨土眞宗)의 개조 신란(親鸞, 1173-1262) 등의 훌륭한 법어가 출현했다. 그 중에도 신란의 <탄니쇼(歎異抄)>나 도겐(道元)(1200-1253)의 <쇼보겐조(正法眼藏)> 등은 법어문학의 대표로 지목된다.

### 고잔 문학
교토·가마쿠라의 고잔(五山＝五寺)의 선승(禪僧)들을 중심으로 발달한 한시문(漢詩文). 남북조 시대에서 무로마치 전기에 걸쳐 고잔 문학은 최성기를 맞이했다. 이 시기에는 원나라의 승려 및 원과 명나라를 다녀와서 고잔에 거처하는 선승들의 한시문이 융성의 절정을 이루었다. 셋손 유바이(雪村友梅, 1290-1346)의 <빈가슈(岷峨集)>, 주간 엔게쓰(中嚴圓月, 1300-1375)의 <도카이치 오슈(東海)>, 기도 슈신(義堂周信, 1325-1388)의 <구게슈(空華集)>, 셋카이 주신(絶海中津, 1336-1405)의 <쇼켄고(蕉堅稿)> 등이 대표작이다.

## 중세 후기(무로마치 시대)의 문학
중세 후기는 1331년에서 1333년에 걸친 겐코(元弘)의 변(變)에서 1603년 도쿠가와 이에야스(德川家康, 1542-1616)가 에도 막부(江戶幕府)를 개설하기까지의 약 270년간으로서 내란이 계속되어 난세 그대로의 양상을 보인 격동하는 시기였다.
이 시기의 문학은 먼저 전기의 <신고킨와카슈(新古今和歌集)>에서 빛을 낸 와카의 제작은 왕성했으나 독창성이 쇠퇴하여 <후가와카슈(風雅和歌集)>가 청신한 맛을 보인 것 외에는 저조했다. 이 시기의 시가로서 와카 이외에 한시(漢詩)와 연가(連歌)와 가요를 들 수 있다. 한시는 고잔 문학(五山文學) 세계의 것이나 연가는 와카의 전통에서 나왔으면서도 와카를 물리치고 상하의 계층을 연결하는 문학으로서 융성하여 이 시기의 대표적 문학의 하나로 완성되었고, 연가 논서(論書) 또한 많은 우수작을 낳았다. 하이카이(俳諧)의 연가가 연구되어 근세에의 발전의 실마리가 되었다.
전기에 이어 역사적 대변동기였기 때문에 <마스카가미(僧鏡)>와 같은 역사문학과 <신황정통기(神皇正統記)>와 같은 사론(史論)이 나왔다. 군기모노가타리로서 <소가 이야기(曾我物語)> <태평기(太平記)> <기케이키(義經記)>와 같은 작품이 탄생된 것도 자연적인 경향일 것이다. 특히 40권의 대작 <태평기>는 남북조 50년의 동란의 비극을 그려 <헤이케 이야기>와 함께 후세에 길이 애독된 걸작이다.
일기·기행문학으로서는 쇼데츠(正徹)의 <나구사메구사>나 소쵸(宗長)의 수기·일기 등이 알려지고 있다. 전기에 이미 쇠퇴하고 있던 모노가타리 문학은 이 시대로부터 근세 초기에 걸쳐 교훈적·계몽적 요소가 많고, 서민에게 널리 애독된 단편소설인 <오토기조시(御伽草子)>와 대치되었다.
또한 이 시기에는 연가와 함께 완성된 대표적인 것으로 무대예능인 노(能)와 교겐(狂言)이 있다. 노오는 예로부터 전해지는 사루가쿠(猿楽)·덴가쿠(田樂) 등을 종합한 것이다. 교겐은 노와 원류(源流)를 같이하면서 당시의 현실적 세계에서 제재(題材)를 얻어 구어(口語)에 의한 대화를 주로 해서 명랑한 웃음을 중심으로 그 속에 풍자를 담아 엄숙한 노와 병연하여 해방감을 맛보게 한 것이다. 이 노와 교겐은 무로마치의 비호 아래 완성되었는데, 모두 중세적 성격을 선명하게 나타내었고 더욱이 오늘날까지 생명을 유지하고 있다.

### 와카
먼저 남북조 초기(1335)까지는 교고쿠 파(京極派)의 존재가 주목된다. 이들의 활발한 창작활동으로 <후가와카슈(風雅和歌集)>가 성립되었다. <후가와카슈>는 1346년부터 1349년경까지 완성된 전 20권의 칙찬와카집이다.  한편 남조(南朝) 정권에서는 <신요와카슈(新葉和歌集)> <리카슈(李花集)> <가키몬인슈(嘉喜門院集)> 등이 나왔다. 북조(北朝)에서는 1350년대에 교고쿠 파가 멸망하고 내조(二條) 파가 득세하여 전통적인 가경(歌境)을 간직했다.  후기(16세기)에는 독창적인 가론(歌論)이나 와카는 거의 찾아볼 수 없으나 전통적 문화의 대표로서의 와카가 지역적·계층적으로 확대된 시기이다.

### 렌가
와카의 상구(上句)에 해당되는 장구(長句＝5-7-5)와 하구(下句)에 해당하는 단구(短句＝7-7)를 몇 사람이 교대로 지어 나가서 100구를 1권으로 하는 합작문예(合作文藝)이다. 무로마치 시대에는 와카를 누르고 중세의 대표적 문예로서 유행했다. 대표작으로 니죠 요시모토(二條良基, 1320-1388)의 작품 58수가 <후가와카슈>, <신센쟈이와카슈(新千載和歌集)>, <신쇼쿠코킨와카슈(新續古今和歌集)> 등에 수록되어 있고, 규세이(救濟, 생몰년 미상), 이이오 소기(飯尾宗祇, 1421-1502), 쇼하쿠(肖柏, 1443-1527), 소쵸(宗長, 1448-1532) 등의 작품이 <츠쿠바슈(菟玖波集)>, <미나세산긴햐쿠인(水無瀨三吟百韻)> 등에 수록되어 있다.

#### 하이카이의 렌가
우미한 용어와 내용을 가진 보통 연가에 대해서 속어·한어(漢語)의 사용도 마다 않는 해학적인 연가를 말한다.   무로마치 중기에는 쿠게의 연가회 등에서 시작(試作)되어 <지쿠바쿄긴슈(竹馬狂吟集)>(1499)와 같은 하이카이 선집이 나왔고, 말기에는 아라키다 모리타케(荒木田守武, 1473-1549)에 의한 하이카이의 연가를 문예화하자는 제창이 있었다. 야마자키 소칸(山崎宗鑑) 편으로 전해지는 <신센이누쓰쿠바슈(新撰犬筑波集)>에서 보는 바와 같은 자유분방한 하이카이의 연가의 유행을 가져와서 에도(江戶) 시대의 하이카이 문학에 연결되는 기반이 형성되었다.

### 가요
가마쿠라 시대에 생긴 중편가요 엔쿄쿠(宴曲＝早歌)는 오래 유전(流傳)하여 무로마치 막부의 요인들에게도 상완(賞玩)되어 신흥 사루가쿠노(猿楽能)와 병행하여 예능의 한 분야가 되었다. 코아(口阿)가 그 전승자(傳承者)의 대표였다. 엔쿄쿠와 사루가쿠노의 사장(詞章)의 일부를 따서 노래하는 일도 행하여졌는데 기타 덴가쿠노(田楽能) 등 여러 예능에서 나온 것도 합쳐서 단창(短唱) 가요인 고우타(小歌)의 가요군(群)이 성립되었다.

#### 고카
중세 후기로부터 근세에 걸쳐 유행한 단창(短唱) 형식의 가요. <간긴슈(閑吟集)>(1518), <소안고우타슈(宗安小歌集)>의 2집에 530수 가량이 수록된 외에 교겐(狂言)의 사장(詞章)에 포함되는 고우타 약 180수가 있다. 류타쓰고우타(隆達小歌)의 집(集)에는 총계 500수에 달한다.

### 역사문학
중세 후기는 남북조의 난을 계기로 고대 왕조국가가 결정적으로 몰락하고 봉건사회가 확립된 대변혁기이다. 역사의 주체적인 재경험(再經驗)인 역사문학은 이러한 변혁기에 탄생되었다.   (1) 궁정 생활의 전통을 구가하는 왕조 이야기, (2) 왕조국가 또는 무로마치 막부의 정당성을 주장하는 사론, (3) 시대 변혁의 추진 역할을 한 무사들의 이야기인 '군기모노가타리(軍記物語)' 등이 그것이다. (1)에는 <마스카가미(僧鏡)>(1370- ?)가 있고, (2)에는 남조(南朝)의 정통을 주장하는 기타바타케 치카후사(1293-1354)의 사론(史論)인 <신황정통기>가 있다. (3)은 전 40권의 대하(大河)작품인 <다이헤이키(太平記)>가 대표적이며, <소가 이야기(曺我物語)> <기케이키(義經記)> 등이 있다.

### 일기·기행
중세 후기에 들어와서는 중앙 지식인의 지방에 대한 관심의 증대, 지방 호족의 융성, 문예의 지방 보급 등 시대의 추세에 따라 많은 기행문학이 탄생했다. 쇼테쓰(正徹)의 <나구사메구사>, 사카주부쓰(坂十佛)의 <다이진구산케키(大神宮參詣記)> 등이 유명하다. 그러나 대부분이 자료적 가치는 있으나 문예적으로는 높이 평가할 수 없다. 일기문학도 소초(宗長)의 <소초슈키(宗長手記)>(1527), <소초닛키(宗長日記)>(1531) 등 몇 작품이 있을 뿐 부진하다.